# Станислав Янковски
Станѝслав Мѝхал Янко̀вски, с псевдоним „Ага̀тон“ (на полски: Stanisław Michał Jankowski) е полски архитект и урбанист, капитан от артилерията на Полската войска, офицер от Армия Крайова, член на елитния парашутен отряд „Тихотъмни“ (на полски: Cichociemni), участник във Варшавското въстание.
В периода 1964 – 1965 година ръководи полския екип, който участва в разработването на плана за възстановяване на Скопие, разрушен от земетресение през 1963 година.

## Галерия
- Патрул на взвод „Агатон“ на път от Воля до Шрудмешче в първите дни на август 1944 година. Начело на патрула Станислав Янковски
- Патрул на взвод „Агатон“ сред развалините на училище при улица Хлодна, Станислав Янковски (първи от дясно наляво)
- Станислав Янковски (втори от ляво надясно) в урбанистичното ателие „Шрудмешче“ на Бюрото за възстановяване на столицата